# Ngân hàng Urumqi
Ngân hàng Thương mại Urumqi, tiền thân của Công ty TNHH Ngân hàng Urumqi, được thành lập vào tháng 12 năm 1997 trên cơ sở 38 hợp tác xã tín dụng đô thị tại Urumqi, và chính thức đổi tên thành tên hiện nay vào ngày 17 tháng 12 năm 2015.